# Sarcophaga kentejana
Sarcophaga kentejana är en tvåvingeart som beskrevs av Boris Borisovitsch Rohdendorf 1937. Sarcophaga kentejana ingår i släktet Sarcophaga och familjen köttflugor. Arten är reproducerande i Sverige. Inga underarter finns listade i Catalogue of Life.